# Nationaal park Taï
Het Parc national de Taï is een nationaal park in Ivoorkust, in de regio's Bas-Sassandra en Moyen-Cavally. Het park werd in 1982 opgericht en bevat een van de laatste primaire regenwouden in westelijk Afrika. Vijf zoogdiersoorten die in het woud leven staan op de rode lijst van bedreigde soorten: dwergnijlpaarden, Procolobus verus, luipaarden, chimpansees en de Cephalophus jentinki.
Het gebied omvat ongeveer 3300 km². In 1926 werd het gebied opgericht en in 1972 kreeg het de status van nationaal park. Tien jaar later werd het gebied op de UNESCO werelderfgoedlijst geplaatst, omdat het een van de weinige restanten was van het tropisch regenwoud in westelijk Afrika.
In het park ligt ook de inselberg Mont Niénokoué.
- Gemeinsame Normdatei: 4409330-5
- Library of Congress Control Number: sh97004727
- Nationale Bibliotheek van Israël: 987007530213705171
- Système universitaire de documentation: 078614643
- Virtual International Authority File: 264008360
- WorldCat: E39PBJr7R4FxBrhxFp7pXgDH4q